# Ordre contemplatif
Un ordre contemplatif est un ordre religieux régulier monastique catholique dont les clercs, moines et moniales, ont prononcé des vœux religieux et fait un choix de vie, généralement cloitrés, en respectant une règle monastique de vie commune principalement consacré à la prière et à la contemplation.  Le « but de leur vie est l'union à Dieu dans l'amour », « une union aussi profonde et aussi continuelle que possible qui s'achèvera au ciel dans la vision de Dieu tel qu'Il est » d'où le nom de « vie contemplative » ou d'« ordre contemplatif ».

## Aperçu historique

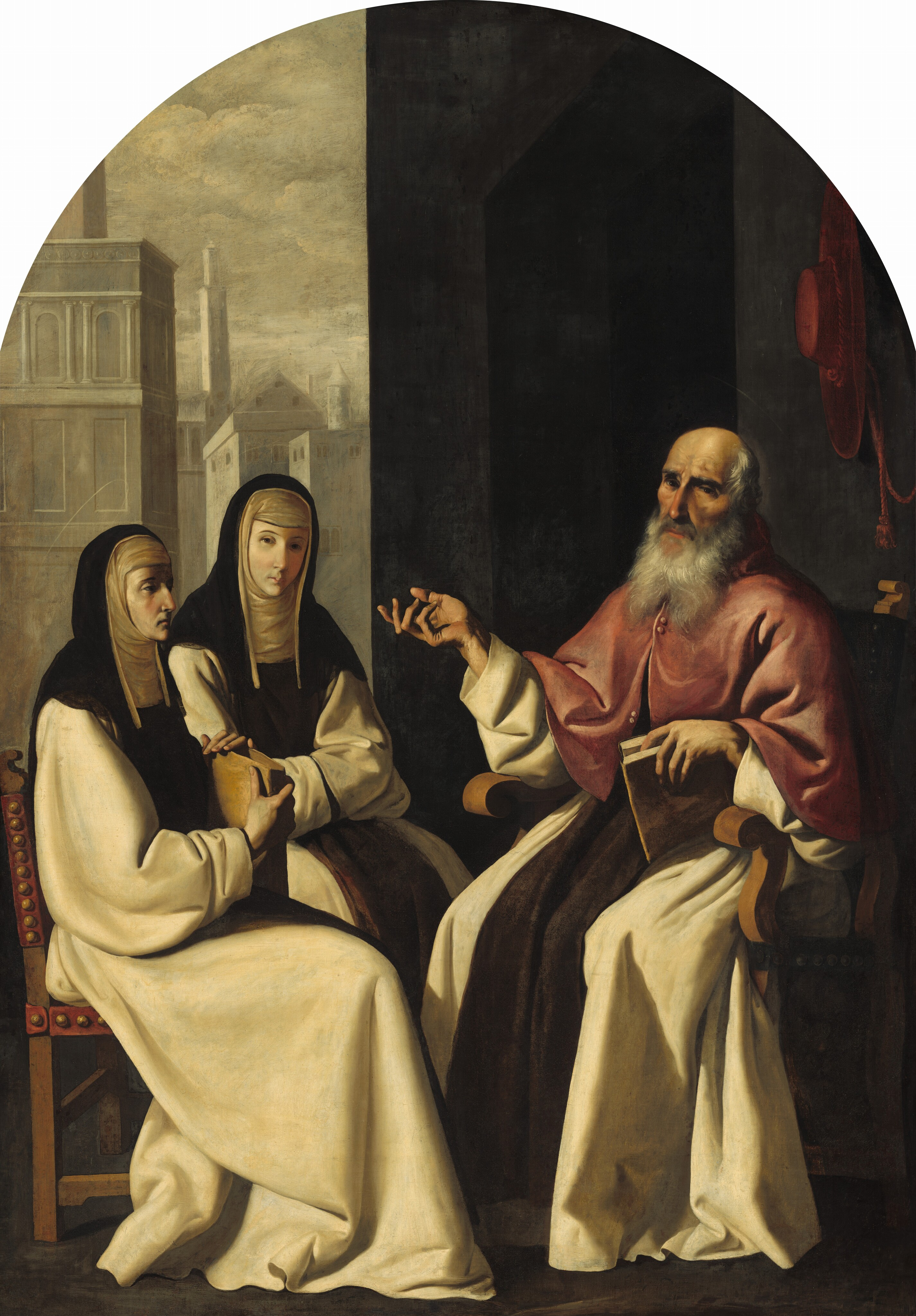
Sainte Paule, sa fille sainte Eustochium et saint Jérôme, fondateurs du premier monastère chrétien du monde

Dès les premiers siècles de l’Église, des hommes et des femmes ont cherché à quitter leur vie quotidienne pour rechercher dans la solitude « l'union à Dieu ». Nous pouvons citer saint Antoine (fondateur de l'érémitisme chrétien), les pères du désert, ou Saint Jérôme qui à la fin du IVe siècle fonde le premier monastère de femmes à Bethléem. En occident, saint Martin, fondateur d'une abbaye à Ligugé, saint Honorat, fondateur d'un monastère sur les Îles de Lérins, et les nombreux ermites un peu partout en occident et en Gaule. Si les premiers ordres contemplatifs se développent très vite (comme les bénédictins au VIe siècle) ceux-ci conservent une part de travail importante. Des ordres religieux à vocation pleinement contemplatives se développent plus tard, au Moyen Âge avec les chartreux (XIe siècle), les carmes ou les clarisses (XIIIe siècle). Pour ces religieux, le « but de leur vie est l'union à Dieu dans l'amour », « une union aussi profonde et aussi continuelle que possible qui s'achèvera au ciel dans la vision de Dieu tel qu'Il est ». C'est pour cela que dans leur engagement monastique, leur « vie tout entière est tournée vers ce but d'où le nom de « vie contemplative ». ».
Pour l’Église catholique, cette vie consacrée contemplative est une des sources de « la vie spirituelle dans l’Église ».

## Quelques exemples
Parmi les ordres religieux dits « contemplatifs » (même si certains ont eu des évolutions vers l'ouverture apostolique), nous pouvons citer :
- l'ordre de Saint-Benoît (les bénédictins et bénédictines). Fondé par saint Benoît de Nursie au VIe siècle en Italie, la branche féminine est fondée par Sainte Scolastique (sœur de saint Benoît ). Même si le travail est une part importante de la vie du moine bénédictin, le fondateur avait donné comme mission principale « la recherche de Dieu »[5]. Cet ordre a donné naissance (et intègre) l'Ordre cistercien[6] et l'Ordre camaldule[7] ). L'ordre compte environ 24 000 bénédictins et moniales dans plus d'un millier de couvents et abbayes[8] ;
- l'ordre de Saint Bruno ou chartreux, fondé au XIe siècle par saint Bruno en chartreuse. Cet ordre semi-érémitique compte également une branche féminine. En 2004, l'ordre comptait 18 couvents de moines et 4 couvents de moniales, regroupant 350 religieux et une cinquantaine de moniales[9] ;
- l'ordre du Carmel (les carmes et carmélites). Fondé au XIIe siècle sur le Mont Carmel, d'abord érémitique et uniquement masculin, il se développe en Europe au début du XIIIe siècle et se transforme en un ordre mendiant. Au XVe siècle la branche féminine est créée (les religieuses sont cloitrées, contrairement aux frères qui partent enseigner hors des couvents), le Tiers-Ordre carmélite est officiellement créé à la même époque. La réforme thérésienne de l'ordre, en 1568 renforce le caractère contemplatif de l'ordre[10]. L'ordre compte près de 18 000 religieux (carmes et carmélites), et plusieurs dizaines de milliers de laïcs (du Tiers-ordre). Il est présent sur les cinq continents ;
- l'ordre de Sainte-Claire ou clarisses, fondé au XIIIe siècle par sainte Claire en Italie. Au XVe siècle, l'ordre est réformé par sainte Colette pour revenir à la rigueur d'origine (pauvreté et contemplation). L'ordre compte aujourd'hui environ 15 000 religieuses dans 76 pays à travers le monde ;
- l'ordre de Saint-Jérôme ou hiéronymites, fondé au XIVe siècle dans la péninsule Ibérique, il reste localisé à ce secteur géographique. Un siècle plus tard, la branche féminine est créée. Aujourd'hui il compte un seul couvent d'hommes et une vingtaine de monastères de femmes, presque exclusivement situées en Espagne ;
- l'ordre de l'Immaculée Conception ou conceptionnistes, fondé au XVe siècle par sainte Beatriz da Silva au Portugal. Aujourd'hui l'ordre compte environ 2 000 membres dans environ 150 monastères ;
- l'ordre de la Visitation Sainte-Marie ou visitandines, fondé au XVIIe siècle par saint François de Sales et sainte Jeanne de Chantal. Fondé initialement pour visiter les malades, très vite l'ordre se transforme en un ordre cloitré et contemplatif. On compte environ 3 000 religieuses dans près de 150 couvents ;
- l'ordre du Verbe incarné et du Très-Saint-Sacrement fondé au XVIIe siècle par la vénérable Jeanne Chézard de Matel en France. Au départ, il s'agissait d'une congrégation pour l'éducation des jeunes filles. L'ordre évolue avec l'histoire, et des maisons purement contemplatives sont créées. L'ordre compte aujourd'hui six couvents avec plus de 120 religieuses. Il est aussi à l'origine de la création d'autres congrégations.